# Hardtop
Hardtop (z ang. „twardy dach”) – specjalny sztywny dach do samochodów typu kabriolet lub roadster lub rodzaj nadwozia nadwozia zamkniętego, które charakteryzuje się chowaną wraz z szybami górną częścią słupka środkowego ze stałym dachem imitującym kabriolet, tzw. faux cabriolet czyli fałszywy kabriolet.

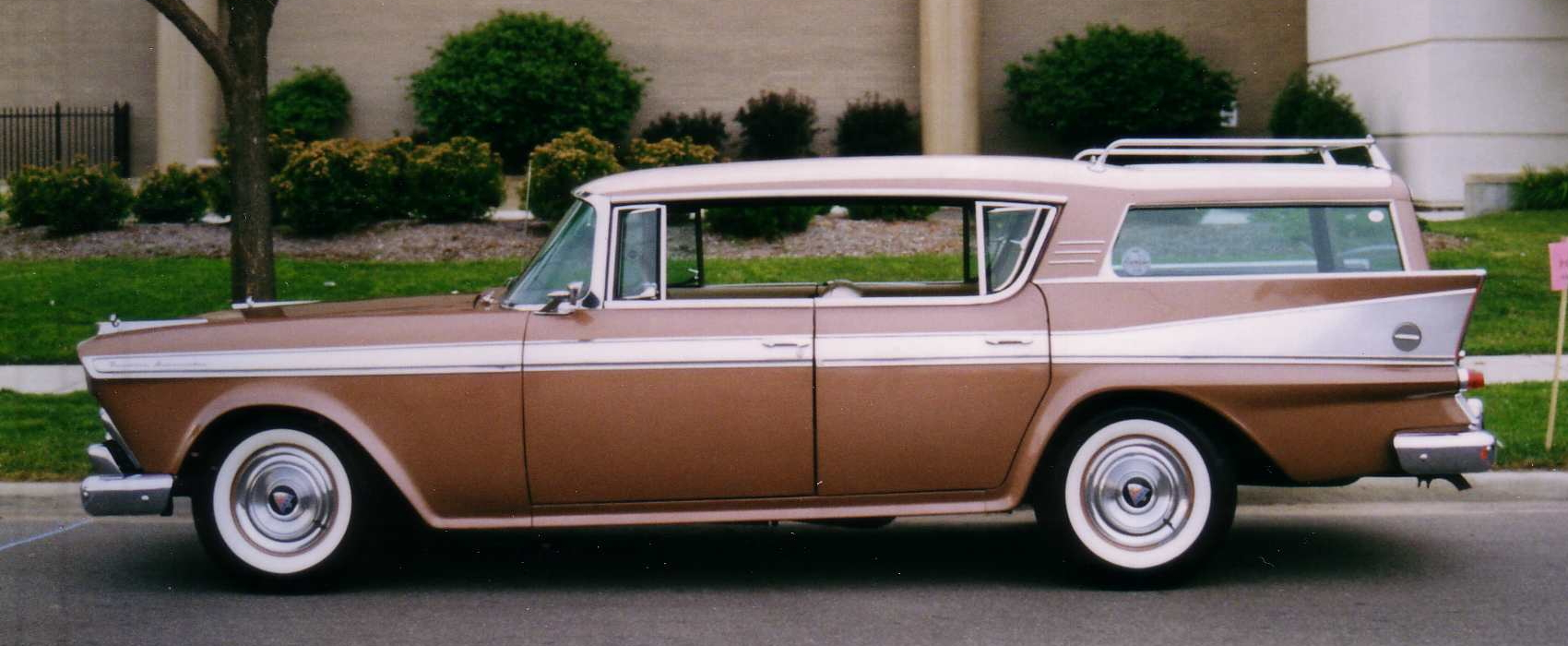
1958 Rambler Ambassador 4-drzwiowy hardtop kombi

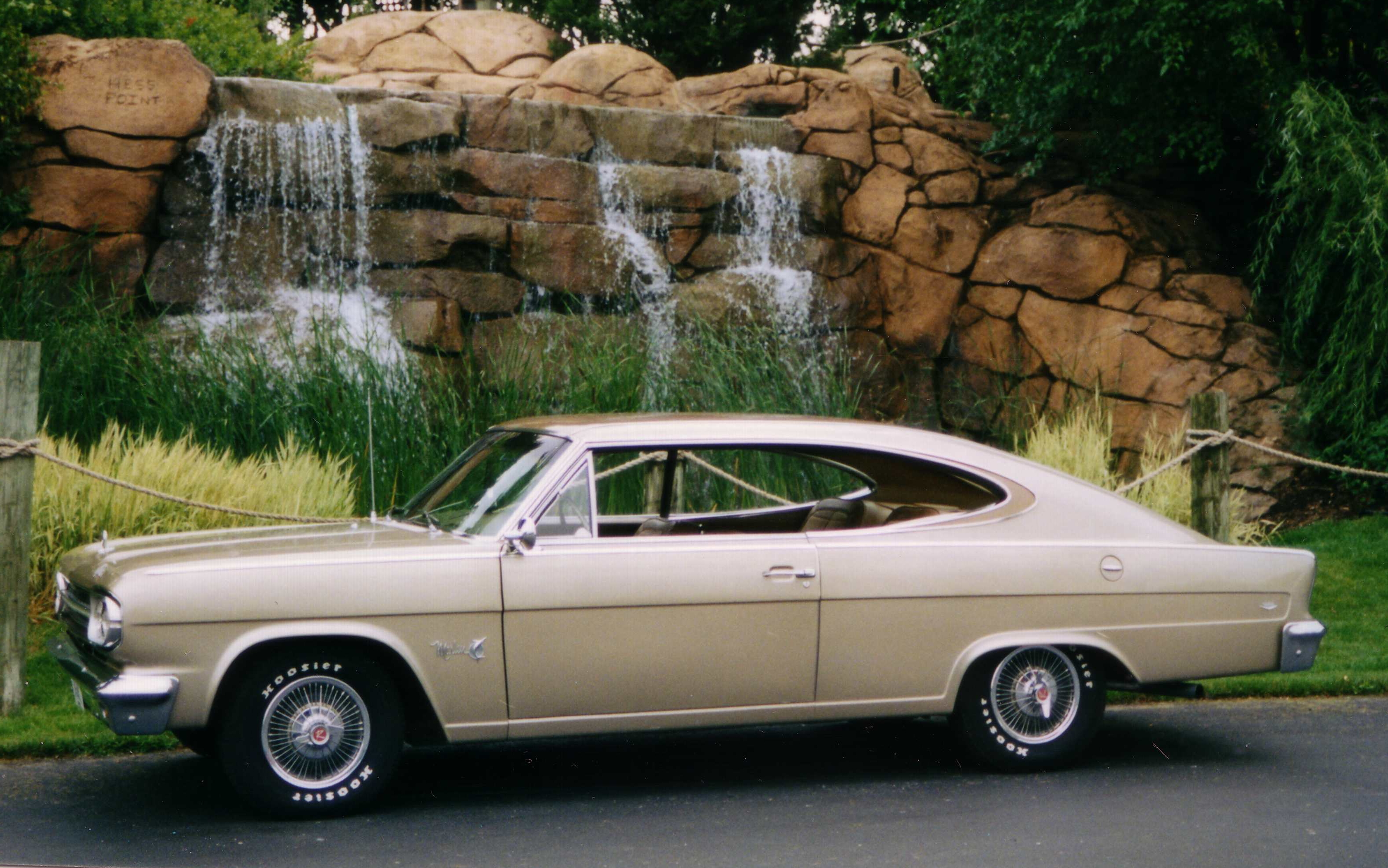
1966 AMC Marlin hardtop fastback

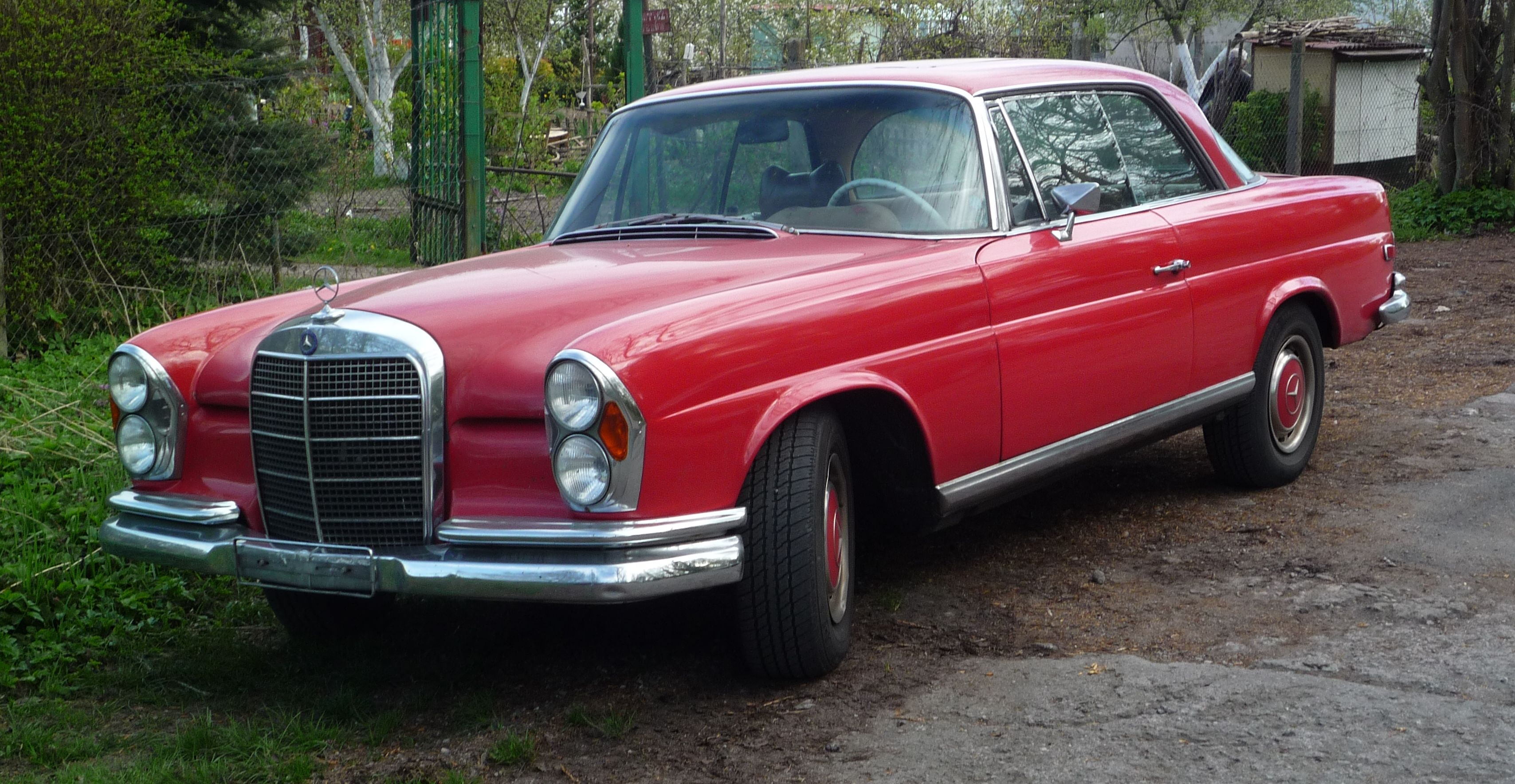
Mercedes 280SE

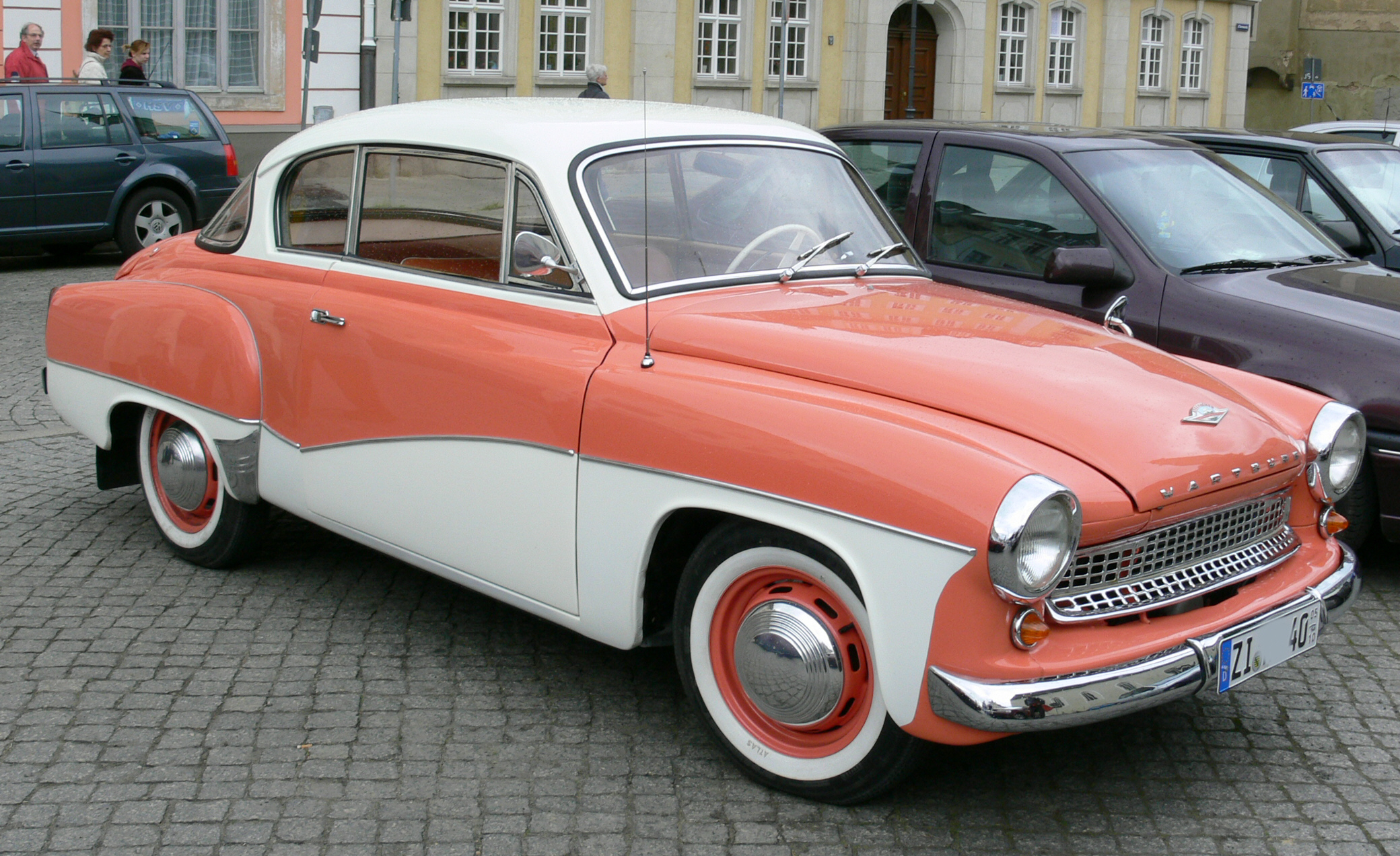
Wartburg 311 w wersji hardtop coupe – widoczne są podniesione szyby w ramkach, niebędące środkowym słupkiem dachu.

Nadwozia tego typu były produkowane w latach sześćdziesiątych głównie w Stanach Zjednoczonych, rzadziej w Europie (np. Simca). Nadwozie to charakteryzuje się brakiem słupków pomiędzy bocznymi oknami. Szyby w drzwiach opuszczają się w całości.
Ten rodzaj nadwozia rozpowszechniony był głównie w USA w latach 50. i 60. XX wieku. Jako pierwszy samochody z nadwoziem hardtop wypuścił koncern General Motors na 1949 rok modelowy, początkowo w dwudrzwiowych modelach o charakterze bardziej sportowym. Szybko nadwozia takie stały się popularne, także w odmianie czterodrzwiowej i rzadziej kombi. Do połowy lat 70. XX wieku jednak zaprzestano ich produkcji, głównie z uwagi na wzrastające znaczenie względów bezpieczeństwa biernego, które lepiej spełniały nadwozia sedan i coupe ze słupkami dachowymi.

## Przykłady
- Rambler Ambassador – 4-drzwiowy hardtop Kombi
- AMC Marlin fastback
- AC Mark VI
- Mercedes 280SE
- Wartburg 311 (jedna z wersji nadwoziowych)
- AWZ P70 (jedna z wersji nadwoziowych)

## Literatura
- Andrzej Zieliński - Konstrukcja nadwozi samochodów osobowych i pochodnych